# Keisuke Saka
Keisuke Saka (jap. 坂 圭祐, Saka Keisuke; * 7. Mai 1995 in Yokkaichi, Präfektur Mie) ist ein japanischer Fußballspieler. 

## Karriere
Keisuke Saka erlernte das Fußballspielen in der Jugendmannschaft des Utsube Rivers FC, den Schulmannschaften der Utsube Jr. High School und der Yokkaichi Chuo Kogyo High School sowie in der Universitätsmannschaft der Juntendo-Universität. Seinen ersten Profivertrag unterschrieb er 2018 bei Shonan Bellmare. Der Verein aus der Hafenstadt Hiratsuka in der Präfektur Kanagawa spielte in der höchsten Liga des Landes, der J1 League. 2018 gewann er mit dem Verein den J. League Cup. Im Finale besiegte man die Yokohama F.Marinos mit 1:0. Nach 65 Erstligaspielen wechselte er im Januar 2021 ablösefrei zum Ligakonkurrenten Ōita Trinita nach Ōita. Am Saisonende 2021 belegte er mit Ōita den achtzehnten Tabellenplatz und musste in zweite Liga absteigen. Nach insgesamt 39 Ligaspielen wechselte er im Januar 2024 nach Suita zum Erstligisten Gamba Osaka. Nachdem er in der ersten Liga nicht zum Einsatz gekommen war, wechselte er im Juli 2024 auf Leihbasis zum Zweitligisten Tochigi SC. Am Ende der Saison 2024 belegte er mit Tochigi den 18. Tabellenplatz und musste somit in die dritte Liga absteigen.

## Erfolge
Shonan Bellmare
- Japanischer Zweitligameister: 2017
- Japanischer Ligapokalsieger: 2018